# Ina Karahodzina
Ina Karahodzina, vor allem in der englischen Transkription als Inna Karagodina bekannt, (belarussisch Іна Карагодзіна; * 13. November 1987 in Minsk, Belarussische Sozialistische Sowjetrepublik) ist eine belarussische Tischtennisspielerin.
Sie ist Rechtshänderin, Angriffsspielerin und verwendet als Griff die europäische Shakehand-Schlägerhaltung. Zusammen mit der Mannschaft gewann sie 2010 und 2011  eine Bronzemedaille bei der Europameisterschaft.

## Turnierergebnisse
| Verband | Veranstaltung       | Jahr | Ort       | Land | Einzel     | Doppel    | Mixed     | Team          |
| ------- | ------------------- | ---- | --------- | ---- | ---------- | --------- | --------- | ------------- |
| BLR     | Europameisterschaft | 2011 | Danzig    | POL  | letzte 64  | letzte 64 |           | 3             |
| BLR     | Europameisterschaft | 2010 | Ostrava   | CZE  | letzte 128 | letzte 32 |           | 3             |
| BLR     | Europameisterschaft | 2009 | Stuttgart | GER  | letzte 32  | letzte 64 |           | Viertelfinale |
| BLR     | World Tour          | 2015 | Minsk     | BLR  | Qual.      |           |           |               |
| BLR     | Pro Tour            | 2012 | Helsinki  | FIN  | letzte 16  | letzte 16 | letzte 16 |               |
| BLR     | Universiade         | 2013 | Peking    | CHN  | letzte 64  |           |           |               |
| BLR     | Weltmeisterschaft   | 2010 | Moskau    | RUS  |            |           |           | 18            |